# Frits Schuitema

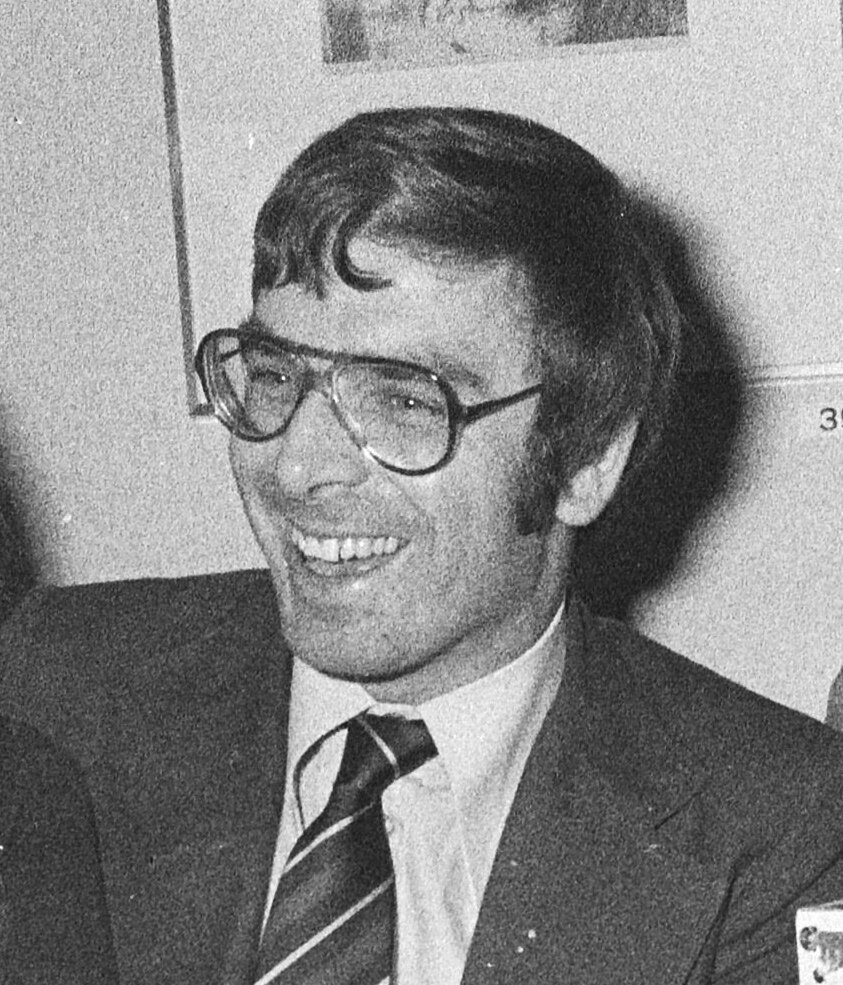
1979

Frits Schuitema (Leeuwarden, 1 oktober 1944) is een Nederlands bestuurder. Hij was president-commissaris van de voetbalclub PSV.
Frits Schuitema werd geboren in een protestants gezin in de Friese hoofdstad Leeuwarden en speelde in zijn jeugd als linksbinnen voor voetbalclub Blauw-wit '34. Pogingen van voetbalclub Leeuwarden om hem op zijn achttiende te werven mislukten, doordat zijn ouders hem niet op zondag wilden laten spelen. Hij speelde vervolgens voor verschillende amateurclubs in Friesland en Groningen en ging bij Philips werken.

## Philips
Voor dit bedrijf verhuisde hij naar Hongkong, waar hij ook begon te spelen bij een lokale amateurclub. In de zomer van 1978 werd hij overgeplaatst als directeur van Philips naar El Salvador, waar hij op 24 november werd ontvoerd door zes leden van de FARN, de gewapende tak van de marxistische contra-beweging Unión Democrática Nicaragüense, die al eerder westerlingen had ontvoerd voor losgeld. Schuitema had eerder geprobeerd om ontvoering te voorkomen door onder meer verschillende auto's te gebruiken, maar op de betreffende dag werd hij al na 50 meter klemgereden en meegenomen naar een geblindeerde kamer buiten de hoofdstad. Pas na geruime tijd werd hem bekendgemaakt wat de eisen van de FARN waren; een hoog losgeld en de publicatie van paginagrote advertenties in verschillende kranten, waarin de doelstellingen van de FARN ('Strijdkrachten van het nationale verzet') werden genoemd. Uiteindelijk betaalde Philips de losprijssom en -aangezien het Nicaraguaanse regime geen directe propaganda voor het FARN tolereerde in de kranten- werd de tweede eis met goedkeuring van het regime Romero ingelost door middel van een advertentie waarin een revolutionaire radioboodschap werd aangekondigd, die via Radio Nederland Wereldomroep werd uitgezonden. Op 30 december, na een maand gevangenschap, werd Schuitema daarop vrijgelaten.
Schuitema liet zich daarop direct overplaatsen naar Kenia en keerde daarna terug naar Europa,waar hij algemeen directeur van Philips werd in België.

## PSV
Hij heeft jarenlang hoge functies binnen Philips bekleed en is sinds 1990 betrokken bij PSV. Eerst als bestuurder van de Stichting PSV Voetbal, later als lid van de Raad van Commissarissen. Wanneer Rob Westerhof, directievoorzitter van PSV, in augustus 2007 onverwacht zijn vertrek bekendmaakt volgt Schuitema hem, ad interim, op. Per 1 juli 2008 treedt hij af als directievoorzitter en wordt president-commissaris omdat Jan Timmer aftreedt. Hij benoemt zelf zijn opvolger Jan Reker, die officieel de functie van algemeen directeur krijgt.